# Gran Premio de Bélgica de Motociclismo de 1955
El Gran Premio de Bélgica de Motociclismo de 1955 fue la quinta prueba de la temporada 1955 del Campeonato Mundial de Motociclismo. El Gran Premio se disputó el 3 de julio de 1955 en el Circuito de Spa.

## Resultados 500cc
Los dos líderes de Gilera, Geoff Duke y Reg Armstrong, se retiraron, pero su ventaja en su particular lucha por la Copa del Mundo no se vio amenazada. A pesar de eso, aún se colaron tres pilotos más de Gilera en el podio. Giuseppe Colnago, piloto de fábrica habitual de la marca, ganó la carrera seguido de dos pilotos privada de Gilera (Pierre Monneret y Léon Martin). Duilio Agostini quedó cuarto, posiblemente con un Moto Guzzi Monocilindrica 500, aunque es probable que fuera una Quattro Cilindri.
| Pos.    | Piloto            | Moto       | Tiempo/Retirado | Puntos |
| ------- | ----------------- | ---------- | --------------- | ------ |
| 1       | Giuseppe Colnago  | Gilera     | 1h 10' 51" 1    | 8      |
| 2       | Pierre Monneret   | Gilera     | +43" 8          | 6      |
| 3       | Léon Martin       | Gilera     | +2' 35" 6       | 4      |
| 4       | Duilio Agostini   | Moto Guzzi | +2' 38" 2       | 3      |
| 5       | Auguste Goffin    | Norton     | +5' 00" 6       | 2      |
| 6       | John Storr        | Norton     | +1 Vuelta       | 1      |
| 7       | Jack Ahearn       | Norton     | +1 Vuelta       |        |
| 8       | Lawrence Aislabie | Norton     | +1 Vuelta       |        |
| 9       | Robert Matthews   | Norton     | +1 Vuelta       |        |
| 10      | Edouard Texidor   | Norton     | +1 Vuelta       |        |
| 11      | Bob Brown         | Matchless  | +1 Vuelta       |        |
| 12      | John Hempleman    | Norton     | +1 Vuelta       |        |
| 13      | Phil Heath        | Norton     | +1 Vuelta       |        |
| 14      | Peter Davey       | Norton     | +1 Vuelta       |        |
| 15      | Arthur Wheeler    | Matchless  | +1 Vuelta       |        |
| 16      | Eddie Grant       | Norton     | +1 Vuelta       |        |
| 17      | Frederick Cook    | Norton     | +1 Vuelta       |        |
| Ret     | Reg Armstrong     | Gilera     | Ret             |        |
| Ret     | Geoff Duke        | Gilera     | Ret             |        |
| Ret     | Tony McAlpine     | BMW        | Ret             |        |
| Ret     | Fernando Aranda   | Norton     | Ret             |        |
| Ret     | William Collett   | Matchless  | Ret             |        |
| Ret     | Javier de Ortueta | Norton     | Ret             |        |
| Ret     | Pierre Nicholas   | Norton     | Ret             |        |
| Ret     | Fergus Anderson   | Moto Guzzi | Ret             |        |
| Ret     | Carlo Bandirola   | MV Agusta  | Ret             |        |
| Ret     | Tito Forconi      | MV Agusta  | Ret             |        |
| Ret     | Alfredo Milani    | Gilera     | Ret             |        |
| Fuente: |                   |            |                 |        |

## Resultados 350cc
Bill Lomas no tenía que competir por su actual equipo, MV Agusta, porque su contrato solo se circunscribía en las cilindradas de 125 y 250 cc. Moto Guzzi lo había conmtratado para reemplazar al lesionado Dickie Dale y Lomas ganó el tercer Gran Premio para la marca. August Hobl fue el único que pudo seguirlo un poco y terminó 15 segundos por detrás del piloto británicoy dos minutos por delante de Keith Campbell, Cecil Sandford y Roberto Colombo.
| Pos. | Piloto             | Moto       | Tiempo/Retirado | Puntos |
| ---- | ------------------ | ---------- | --------------- | ------ |
| 1    | Bill Lomas         | Moto Guzzi | 54' 47" 7       | 8      |
| 2    | August Hobl        | DKW        | +14" 9          | 6      |
| 3    | Keith Campbell     | Moto Guzzi | +2' 14" 2       | 4      |
| 4    | Cecil Sandford     | Moto Guzzi | +2' 27" 6       | 3      |
| 5    | Roberto Colombo    | Moto Guzzi | +2' 32" 8       | 2      |
| 6    | Hans Bartl         | DKW        | +2' 57" 7       | 1      |
| 7    | Hans Baltisberger  | NSU        | +3' 19" 6       |        |
| 8    | Auguste Goffin     | Norton     | +4' 15"         |        |
| 9    | Jack Ahearn        | Norton     | +4' 35" 6       |        |
| 10   | Jules Nies         | Norton     | +1 Vuelta       |        |
| 11   | Bob Brown          | AJS        | +1 Vuelta       |        |
| 12   | John Hempleman     | Norton     | +1 Vuelta       |        |
| 13   | Tommy Wood         | Norton     | +1 Vuelta       |        |
| 14   | Eric Houseley      | AJS        | +1 Vuelta       |        |
| 15   | Arthur Wheeler     | AJS        | +1 Vuelta       |        |
| 16   | F. Cook            | AJS        | +1 Vuelta       |        |
| 17   | Bob Matthews       | Velocette  | +1 Vuelta       |        |
| 18   | Edouard Texidor    | AJS        | +1 Vuelta       |        |
| 19   | Pierrot Vervroegen | Norton     | +1 Vuelta       |        |
| 20   | A. Van Fleteren    | AJS        | +2 Vueltas      |        |
| 21   | Francis Flahaut    | Norton     |                 |        |
| Ret  | Ken Kavanagh       | Moto Guzzi | Ret             |        |
| Ret  | Duilio Agostini    | Moto Guzzi | Ret             |        |
| Ret  | Tony McAlpine      | Norton     | Ret             |        |
| Ret  | Siegfried Wünsche  | BMW        | Ret             |        |
| Ret  | Carlo Bandirola    | MV Agusta  | Ret             |        |
| Ret  | Giovanni Rocchi    | Moto Guzzi | Ret             |        |
| Ret  | Karl Hofmann       | DKW        | Ret             |        |
| Ret  | Eric Houseley      | AJS        | Ret             |        |
| Ret  | Hans Haldemann     | Norton     | Ret             |        |